# Meinedo
Meinedo ist eine Gemeinde (Freguesia) im portugiesischen Kreis (Concelho) von Lousada. In ihr leben 3800 Einwohner (Stand 19. April 2021).

## Geschichte
Funde belegen eine römische Besiedlung. Auch die folgenden Alanen, Sueben und Westgoten lebten hier. 1131 gab Portugals erster König D. Afonso Henriques die Ortschaft an den Bischof von Porto. Die Kirche der Santo Tirso do Meinedo genannten Gemeinde wurde 1262 geweiht, seither ist die Gemeinde eigenständig.
In der Stadtrechtsurkunde Unhãos aus dem Jahr 1515 wird Meinedo als dazugehörig mit aufgeführt. 1758 gehörte Meinedo zu Penafiel. Seit der Wiedereinrichtung und Erweiterung des Kreises Lousada 1838 gehört Meinedo zu diesem.

## Kultur und Sehenswürdigkeiten
Die einschiffige spät-romanische Gemeindekirche Igreja Paroquial de Meinedo (auch Igreja de Santa Maria Maior oder Igreja de Nossa Senhora das Neves) aus dem 13. Jahrhundert geht auf eine frühere Kirche zurück. Sie wurde mehrmals erweitert und zeigt im Inneren u. a. manieristische, aus vergoldetem Holz (Talha dourada) gefertigte Altarretabel.
Die Gemeinde Meinedo feiert am dritten Augustsonntag das Gemeindefest Santo Tirso, das dem hl. Thyrsos gewidmet ist. In der Gemeindekirche, in deren Fundamenten Überreste einer früheren, von Sueben und Westgoten errichteten Kirche gefunden wurden, werden Reliquien des Thyrsos vermutet. Zudem wird im Ort vermutet, jener stamme ursprünglich selbst von hier, doch gilt diese Theorie als unwahrscheinlich. Alljährlich am zweiten Septembersonntag findet mit der Festa de Nossa Senhora das Neves ein weiteres Gemeindefest statt.
Neben der Gemeindekirche sind drei weitere Bauten in der Gemeinde denkmalgeschützt. Neben der Kapelle Capela de Santa Ana sind dies die mittelalterliche Steinbrücke Ponte de Espindo und die Torre da Casa de Ronfe, einem erhalten gebliebenen Teil eines Herrenhauses aus dem 18. Jahrhundert, das auf ein Landgut des 16. Jahrhunderts zurückgeht.

## Verkehr
Der Ort ist ein Haltepunkt der Eisenbahnstrecke Linha do Douro.
Meinedo ist über die etwa 5 km lange Ortsstraße mit der östlich verlaufenden Autobahn A11 verbunden. 11 km südlich des Ortes verläuft die A4 (hier auch Europastraße 82).